# کفر جالس
کفر جالس (به عربی: کفر جالس) یک روستا در سوریه است که در ناحیه معره مصرین واقع شده‌است. کفر جالس ۲٬۷۷۰ نفر جمعیت دارد.